# Impasto

Naturaleza muerta: Jarrón con rosas rosadas es una pintura al óleo sobre lienzo de Vincent van Gogh de 1890, que hace un uso intensivo de la técnica de impasto.

Impasto es una técnica utilizada en pintura, donde el material se coloca en un área de la superficie en capas muy gruesas, por lo general suficientemente gruesa como para que sean visibles los trazos del pincel, cuchillo de paleta o los propios dedos. La pintura también se puede mezclar directamente sobre el lienzo. Cuando está seca, el impasto proporciona diversos grados de textura, lo que hace que la pintura parezca que se está saliendo del lienzo.

## Orígenes
La palabra impasto es de origen italiano, significando 'masa', 'pasta' o 'mezcla'. El verbo impastare se traduce como 'amasar', pegar o 'empastar'. El uso italiano de impasto incluye tanto una técnica de pintura como una técnica de cerámica.

## Medios
La pintura al óleo es el medio tradicional para la pintura de impasto, debido a su espesa consistencia y lento tiempo de secado. La pintura acrílica también se puede usar para impastar con un aspecto parecido agregando geles acrílicos de cuerpo intenso. El impasto generalmente no se ve en acuarela o témpera sin la adición de un agente espesante debido a la ligereza inherente en estos medios. Un artista que trabaja en pintura al pastel puede producir un efecto de impasto limitado presionando un pastel firmemente contra el papel.

## Propósito
La técnica del impasto cumple varios propósitos. Primeramente, hace que la luz se refleje de una manera particular, dando al artista un control adicional sobre el juego de luces en la pintura. Segundo es que puede agregar expresividad a la pintura, y el espectador puede notar la fuerza y la velocidad con la que el artista aplicó la pintura. En tercer lugar, el impasto puede llevar a una pintura a una representación escultórica tridimensional. 
El primer objetivo fue originalmente buscado por maestros como Rembrandt, Tiziano o Vermeer, para representar pliegues en la ropa o joyas, yuxtaponiéndose con un estilo de pintura más delicado. Mucho más tarde, los impresionistas franceses crearon obras que cubrían lienzos enteros con ricas texturas de impasto. Vincent van Gogh lo usaba con frecuencia para dar una estética y expresión propia. Los expresionistas abstractos como Hans Hofmann y Willem de Kooning también hicieron un uso extensivo del mismo, motivados en parte por el deseo de crear pinturas que registrasen dramáticamente la acción de la pintura en sí misma. Aún más recientemente, Frank Auerbach ha utilizado un impasto tan intenso que algunas de sus pinturas se vuelven casi tridimensionales dando otra vida a la obra. 
Según se mire el cuadro, se verán las sombras desde distintos puntos de vista y el material adquiere un papel protagonista. El impasto proporciona diversa texturas a la pintura, lo que significa que puede oponerse a estilos de pintura más planos, suaves o una combinación de ellos. 

## Historia
Esta técnica pictórica ya fue utilizada en el Renacimiento por la Escuela veneciana con artistas como Tiziano y Tintoretto, y en la pintura barroca como en los casos de Velázquez, Rubens o Rembrandt. Durante el siglo XIX su uso se incrementa notablemente principalmente en pintura de paisajes, romántica o naturalista, considerándose una técnica común. Vincent van Gogh lo utilizaba casi en toda su obra. En el siglo XX, entre los artistas más representativos se cuentan Jackson Pollock, Willem de Kooning, Jean Dubuffet, Frank Auerbach.

## Galería de obras con impasto

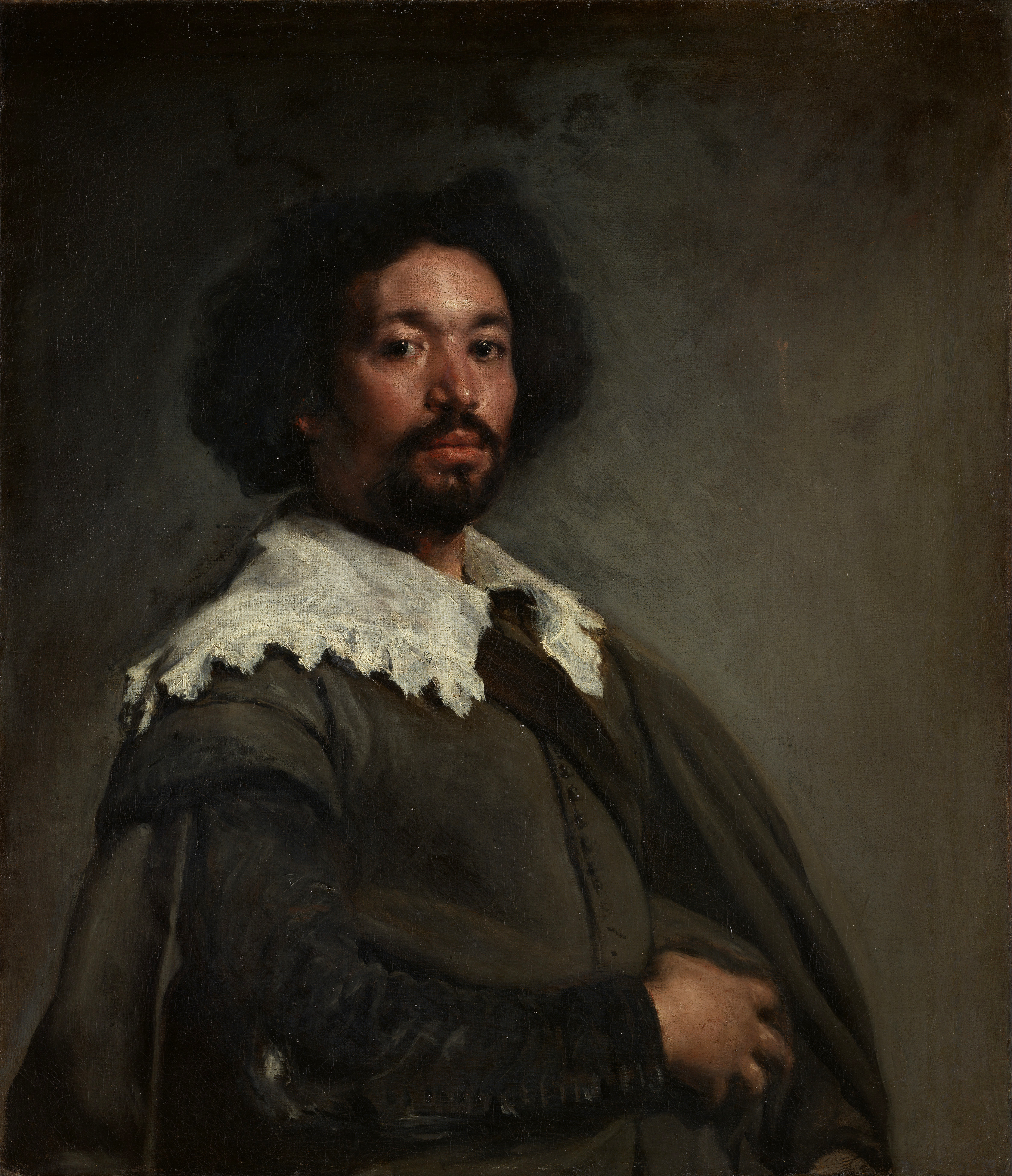
Retrato de Juan de Pareja de Velázquez (1650).
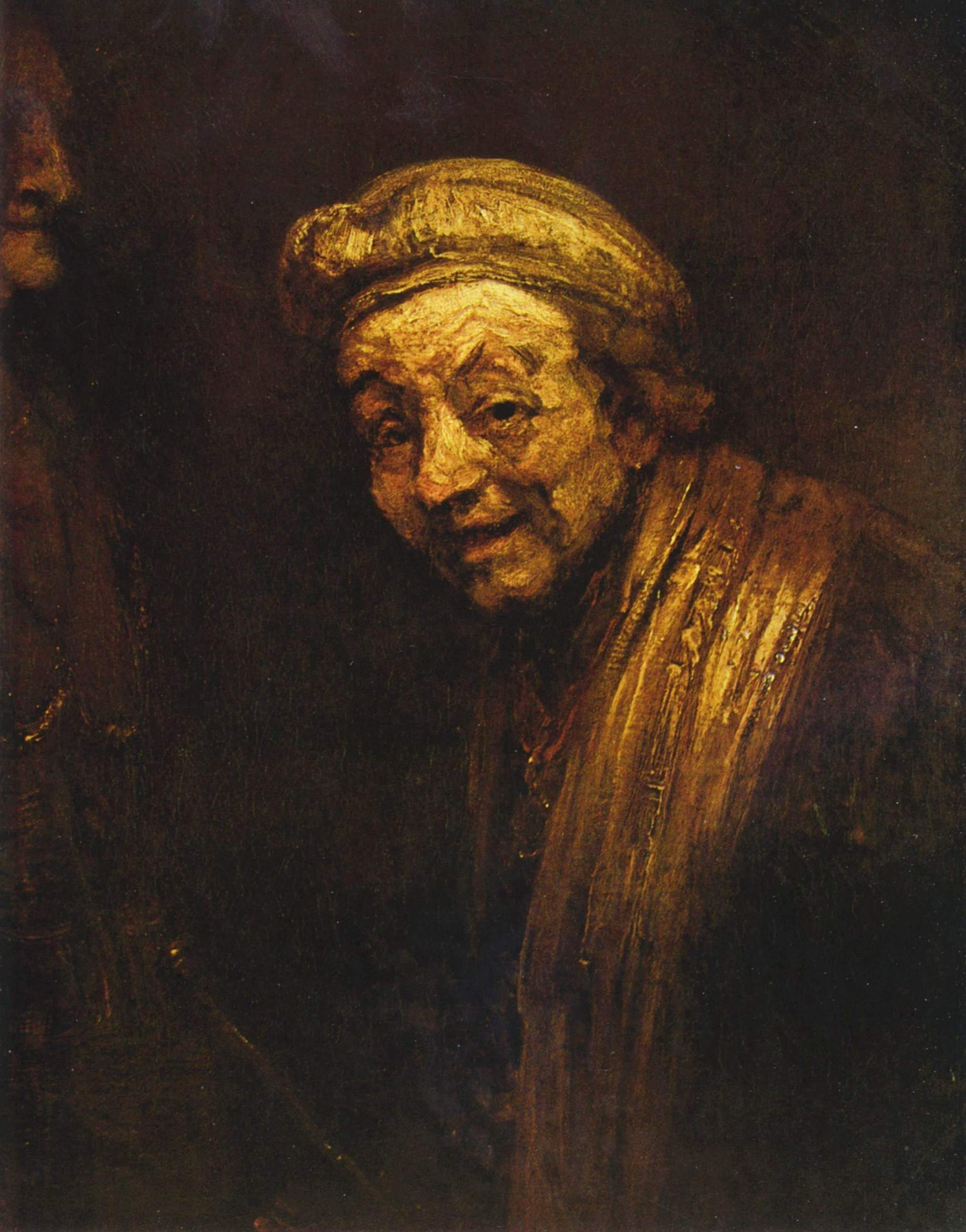
Autorretrato de Rembrandt (1662).
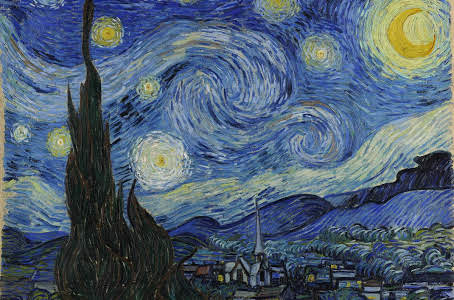
La noche estrellada de Vincent van Gogh (1889).
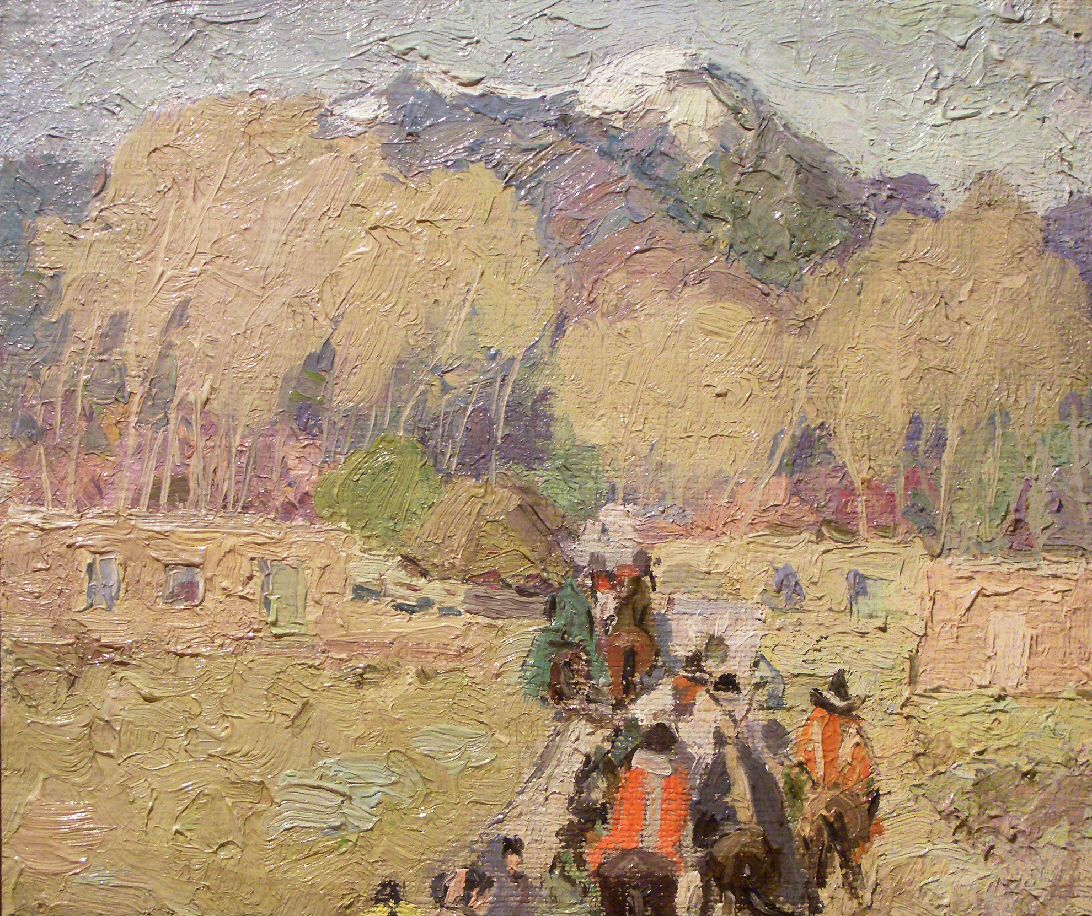
Taos Mountain, Trail Home de Cordelia Wilson (1920).